# Robert Sterflinger
Robert Sterflinger (* 7. April 1964 in Farchant) ist ein ehemaliger deutscher Eishockeyspieler (Verteidiger). Er spielte von 1981 bis 1997 durchgehend in der deutschen Eishockey-Bundesliga bzw. ab 1994 der Deutschen Eishockey Liga (DEL).

## Karriere
Sterflinger verbrachte in Farchant seine ersten 18 Jahre und spielte anfangs für den SC Riessersee, mit dem er deutscher Jugend-Meister wurde. Vor der Saison 1984/85 wechselte er zum Kölner EC. Hier blieb er nur für eine Saison und wechselte danach zur Düsseldorfer EG.
Die Spielzeiten 1985/86 und 1986/87 verbrachte er bei der DEG, danach wechselte er aber wieder zum KEC und wurde mit Köln 1988 Deutscher Meister. Zur Saison 1990/91 wechselte er dann wieder zur DEG und wurde direkt in der ersten Saison mit Düsseldorf erneut Deutscher Meister. Diesen Titel konnte er 1991/92, 1992/93 sowie 1995/96 mit Düsseldorf verteidigen.
Sterflinger ist somit insgesamt fünfmal Deutscher Meister geworden, wurde zweimal zum Verteidiger des Jahres gewählt und begleitete die Nationalmannschaft im gesamten Laufe seiner Karriere.
Er lebt heute in Langenfeld (Rheinland) und betreibt eine Versicherungs-Agentur in Düsseldorf.

## Erfolge und Auszeichnungen
- 1988 Deutscher Meister mit dem Kölner EC
- 1991 Deutscher Meister mit der Düsseldorfer EG
- 1992 Deutscher Meister mit der Düsseldorfer EG
- 1993 Deutscher Meister mit der Düsseldorfer EG
- 1996 Deutscher Meister mit der Düsseldorfer EG

## Familie
Robert Sterflinger entstammt einer Eishockey-Familie. Sein Vater und sein Onkel engagierten sich in der Vereinsführung des SC Riessersee. Seine Cousins Thomas Sterflinger und Peppi Heiß waren wie Robert Sterflinger in der Eishockey-Bundesliga aktiv.